# Patriotten voor Europa
Patriotten voor Europa (PvE) is een fractie in het Europees Parlement waarin verschillende nationalistische en radicaal-rechtse partijen samenwerken. De fractie is de op twee na grootste (na de EVP-Fractie en S&D) met 84 van de 720 zetels.  

## Geschiedenis
De alliantie werd op 30 juni 2024 opgericht in Wenen op initiatief van de Freheitliche Partei Österreichs, als opvolger van de fractie Identiteit en Democratie (ID). die na de uitsluiting uit de fractie van Alternative für Deutschland vanwege het goedpraten van de SS, onvoldoende leden overhield om als fractie te blijven bestaan. Het Hongaarse Fidesz en het Tsjechische ANO 2011 behoren tot de stichtende leden. Andere leden zijn onder meer de Nederlandse Partij voor de Vrijheid en het Portugese Chega. Met de komst van het Vlaams Belang had de alliantie opnieuw voldoende leden uit verschillende lidstaten om volgens de regels van het Parlement een fractie te kunnen vormen.

## Manifest
De drie oprichters stelden een manifest op, getiteld Een patriottisch manifest voor een Europese toekomst. Daarin staat nationale soevereiniteit centraal. Genoemd worden ook het bestrijden van illegale immigratie en het bewaken van de Europese identiteit, tradities en gebruiken, die volgens de opstellers zijn voortgekomen uit Grieks-Romeins en joods-christelijk erfgoed. De alliantie stelt soevereiniteit tegenover het in haar ogen doorgeschoten Europese federalisme.

## Geschiedenis
De groep werd opgericht na de parlementsverkiezingen van juni 2024, waarbij radicaal-rechts veel zetels had gewonnen. Fidesz, de partij van de Hongaarse premier Viktor Orbán, was in 2021 na veel geruzie uit de fractie van de Europese Volkspartij (EPP) gestapt en was sindsdien ongebonden. ANO 2011 van de Tsjechische oud-premier Andrej Babiš was eerder aangesloten bij de liberale Renew-fractie. De FPÖ kwam over van de radicaal-rechtse ID-fractie (Identiteit en Democratie).
Ook Vlaams Belang en Chega kwamen over uit  de ID-fractie. Voor die fractie betekende het ledenverlies dat ze te klein werd om als fractie voort te bestaan. Het Spaanse Vox, dat zich ook in de eerste week aansloot, was eerder lid van de conservatieve ECR-fractie. De Nederlandse PVV had voor de verkiezingen geen zetels in het parlement; eerder was de partij aangesloten geweest bij ID.
De Duitse eurosceptische anti-migratiepartij Alternative für Deutschland (AfD), die in mei 2024 uit de ID-fractie was gezet, liet op 2 juli bij monde van partijleider Alice Weidel weten niet te zullen toetreden tot de Patriotten. Bewust of onbewust maakte ze daarmee de weg vrij voor toetreding van partijen die niet met de AfD in een fractie wilden, zoals het Franse Rassemblement National.
Op 8 juli traden Rassemblement National (RN) en ook de Italiaanse Lega toe tot de groep, die met hun 38 zetels erbij de op twee na grootste in het parlement werd - net iets groter dan de concurrerende fractie op de rechterflank, de ECR. Ook RN en Lega waren eerder lid van ID. Die dag werd de groep een formele fractie in het Parlement en hield ID op te bestaan. De voorzitter van RN, Jordan Bardella, werd tot fractievoorzitter gekozen. Ook een Griekse en Letse partij traden toe. 

## Leden
| Land        | Nationale partij                  | Zetels |
| Land        | Nationale partij                  | 2024   |
| ----------- | --------------------------------- | ------ |
| België      | Vlaams Belang                     | 3      |
| Denemarken  | Dansk Folkeparti                  | 1      |
| Frankrijk   | Rassemblement national            | 30     |
| Griekenland | Stem van de Rede                  | 1      |
| Hongarije   | Fidesz                            | 10     |
| Hongarije   | Christendemocratische Volkspartij | 1      |
| Italië      | Lega                              | 8      |
| Letland     | Letland Eerst                     | 1      |
| Nederland   | Partij voor de Vrijheid           | 6      |
| Oostenrijk  | FPÖ                               | 6      |
| Polen       | Nationale Beweging                | 2      |
| Portugal    | Chega                             | 2      |
| Spanje      | Vox                               | 6      |
| Tsjechië    | ANO 2011                          | 7      |
| Tsjechië    | Eed                               | 1      |
| Tsjechië    | Motoristé sobě                    | 1      |
| totaal      | totaal                            | 86     |

zittingsperiode 2024/2029

Europese Volkspartij · Progressieve Alliantie van Socialisten en Democraten · Patriotten voor Europa · Europese Conservatieven en Hervormers · Renew Europe · De Groenen/Vrije Europese Alliantie · Linkse Fractie · Europa van Soevereine Naties
niet-fractiegebonden leden